# فهرست ریزپردازنده‌های اینتل کور ام
فهرست ریزپردازنده‌های اینتل کور اِم (به انگلیسی: List of Intel Core M microprocessors) خانواده‌ای از ریزپردازنده‌های فوق‌العاده کم‌ولتاژ متعلق به «سری اینتل کور» است و به‌طور اختصاصی برای نوت‌بوک‌های فرانازک و دستگاه‌های تلفن همراه طراحی شده‌است. توان طراحی گرمایی تمام ریزپردازنده‌های کور اِم، ۴٫۵ وات یا کمتر است.